# Trofeo Matteotti 2020
Il Trofeo Matteotti 2020, settantatreesima edizione della corsa e valevole come prova dell'UCI Europe Tour 2020 categoria 1.1 e come settima prova della Ciclismo Cup 2020, si svolse il 29 agosto 2020 su un percorso di 195 km, con partenza e arrivo a Pescara, in Italia. La vittoria fu appannaggio dell'italiano Valerio Conti, il quale completò il percorso in 4h58'07", alla media di 39,246 km/h, precedendo lo spagnolo Diego Rubio e il connazionale Daniel Savini.
Sul traguardo di Pescara 67 ciclisti, su 141 partenti, hanno portato a termine la competizione.

## Squadre e corridori partecipanti
| N.      | Cod. | Squadra                     |
| ------- | ---- | --------------------------- |
| 1-6     | NTT  | NTT Pro Cycling             |
| 11-16   | TBM  | Bahrain-McLaren             |
| 21-26   | UAD  | UAE Team Emirates           |
| 31-36   | TFS  | Trek-Segafredo              |
| 41-46   | BCF  | Bardiani-CSF-Faizanè        |
| 51-56   | THR  | Vini Zabù KTM               |
| 61-66   | ANS  | Androni Giocattoli-Sidermec |
| 71-76   | GAZ  | Gazprom-RusVelo             |
| 81-86   | RLY  | Rally Cycling               |
| 91-96   | NDP  | Nippo Delko Provence        |
| 111-116 | CJR  | Caja Rural-Seguros RGA      |
| 121-126 | CWG  | Circus-Wanty Gobert         |

| N.      | Cod. | Squadra                            |
| ------- | ---- | ---------------------------------- |
| 131-136 | WVA  | Bingoal-Wallonie Bruxelles         |
| 141-146 | BBH  | Burgos-BH                          |
| 151-156 | BTM  | Beltrami TSA Marchiol              |
| 161-166 | SAN  | Sangemini-Trevigiani-MG.K Vis      |
| 171-176 | IWD  | Work Service Dynatek Vega          |
| 181-186 | GEF  | General Store-Essegibi-F.lli Curia |
| 191-196 | CPK  | Team Colpack Ballan                |
| 201-205 | GTV  | Giotti Victoria                    |
| 211-216 | CTA  | Colombia Tierra de Atletas         |
| 221-226 | AMO  | Amore & Vita-Prodir                |
| 231-236 | CPH  | Casillo-Petroli Firenze-Hopplà     |
| 241-246 | AZT  | D'Amico-UM Tools                   |

## Ordine d'arrivo (Top 10)
| Pos. | Corridore         | Squadra     | Tempo    |
| ---- | ----------------- | ----------- | -------- |
| 1    | Valerio Conti     | UAE         | 4h58'07" |
| 2    | Diego Rubio       | Burgos      | a 1"     |
| 3    | Daniel Savini     | Bardiani    | a 4"     |
| 4    | Simone Velasco    | Gazprom     | a 13"    |
| 5    | Vincenzo Albanese | Bardiani    | s.t.     |
| 6    | Arjen Livyns      | Bingoal     | s.t.     |
| 7    | Mauro Finetto     | Nippo Delko | s.t.     |
| 8    | Paolo Totò        | Work Serv.  | s.t.     |
| 9    | Jan Bakelants     | Wanty G.    | s.t.     |
| 10   | Gonzalo Serrano   | Caja Rural  | s.t.     |